# Orthanc (Servidor DICOM)
Orthanc é um servidor DICOM autônomo. Ele foi projetado para melhorar os fluxos DICOM em hospitais e dar suporte à pesquisa sobre a análise automatizada de imagens médicas. O Orthanc permite que seus usuários se concentrem no conteúdo dos arquivos DICOM, ocultando a complexidade do formato DICOM e do protocolo DICOM. É licenciado sob a GPLv3.
Orthanc pode transformar qualquer computador com Windows, Linux ou OS X em um armazenamento DICOM (em outras palavras, um sistema mini-PACS). Sua arquitetura é autônoma, sendo que nenhuma administração complexa de banco de dados é necessária, nem a instalação de dependências de terceiros. Orthanc também está disponível como imagens Docker.
A Orthanc fornece uma API RESTful sobre um servidor DICOM. Portanto, é possível executar o Orthanc a partir de qualquer linguagem de computador. As tags DICOM das imagens médicas armazenadas podem ser baixadas no formato de arquivo JSON. Além disso, imagens PNG padrão podem ser geradas instantaneamente a partir de instâncias DICOM pelo Orthanc.

## Plugins
O Orthanc também fornece um mecanismo de plugin para adicionar novos módulos, estendendo os principais recursos de sua API REST. Em maio de 2022, uma dúzia de plugins estavam disponíveis:
- Múltiplos visualizadores DICOM Web,
- 1 Back-end de banco de dados PostgreSQL,
- 1 Back-end de banco de dados MySQL,
- 1 Back-end de banco de dados ODBC,
- 1 Implementação de referência do DICOMweb ,
- 1 Visualizador de Imagen de Slide Inteiro e ferramentas para converter de/para formatos WSI,
- 3 Back-end de armazenamento de objetos,
- 1 Plugin Python (linguagem de programação),
- 1 Plugin para acessar dados do The Cancer Imaging Archive,
- 1 Plugin para indexar um armazenamento local,
- 1 Plugin para lidar com formatos de arquivo de neuroimagem

## História e prêmios
Orthanc foi iniciado por Sébastien Jodogne em 2011 como pesquisador de pós-doutorado no CHU de Liège. O lançamento público inicial aconteceu em 19 julho 2012.
Pelo seu trabalho no Orthanc, Sébastien Jodogne recebeu o prêmio Advancement of Free Software de 2014. Orthanc também recebeu o prêmio Agoria pelo melhor projeto de e-saúde de 2015 na Bélgica.
Entre 2017 e 2021, o desenvolvimento foi apoiado pela empresa Osimis, ainda com Sébastien Jodogne como desenvolvedor principal. Desde 2021, o desenvolvimento tem sido conduzido por Alain Mazy, com apoio financeiro do Open Collective, e pela equipe de pesquisa em informática em saúde liderada por Sébastien Jodogne na Université Catholique de Louvain.
Orthanc foi reconhecido como um bem público digital pela Digital Public Goods Alliance em agosto de 2023.

## Distribuição
Orthanc faz parte do projeto Debian Med. Pacotes oficiais estão disponíveis para várias distribuições Linux, incluindo Debian, Ubuntu e Fedora. Há versões disponíveis para FreeBSD e OpenBSD . Os pacotes de instalação binários do Windows/MacOS podem ser baixados gratuitamente do site da Orthanc, mas são fornecidos por um parceiro comercial.
O Orthanc também está disponível como um pacote Beta através do centro de pacotes para usuários do Synology NAS.